# Göpelskuppe
Die Göpelskuppe ist ein Berg im Osten der Wartburgstadt Eisenach im Wartburgkreis in Thüringen.

## Topographie
Die Göpelkuppe ist ein aus Muschelkalk und Zechstein bestehender, nordwest-südost-orientierter Berg (350,9 m ü. NN), er begrenzt den Eisenacher Talkessel nach Osten. Seine östlichen Ausläufer sind die Reihersberge und der Arnsberg. Im Nordwesten ist ihm der Pflugensberg und nach Südwesten die Sophienhöhe vorgelagert. Am Nordosthang befindet sich die Eisenacher Kleinsiedlung Gefilde.

## Geschichte
Die Göpelskuppe erhielt ihren Namen im 19. Jahrhundert nach dem damaligen Grundbesitzer. Das stadtnahe, seit dem Mittelalter entwaldete Gebiet wurde landwirtschaftlich genutzt, die Nutzungsrechte als Schafweide beanspruchte die vor dem Nikolaitor sitzende Hutegemeinschaft der Eisenacher Schäfer und Hirten. Im späten 19. Jahrhundert erwarb die Familie des Eisenacher Ziegelei-Fabrikanten und Geologen Johann Georg Bornemann das Areal. Das Steilgelände zum Johannistal wurde durch Anpflanzung von Bäumen zum Gehölz aufgewertet. An einer Sichtschneise befindet sich seit über 100 Jahren die sogenannte „Bornemann-Bank“ mit einem Wartburgblick.
Im September 1757 lagerte während des Siebenjährigen Krieges ein größerer Truppenverband der Reichsarmee unter Befehl des Prinzen von Sachsen-Hildburghausen auf der strategisch bedeutsamen Anhöhe.
In dem Gehölzstreifen auf dem Kamm der Göpelskuppe kann man noch Reste einer mit Gräben gesicherten Artilleriestellung wahrnehmen. Das Gelände ist ein Bodendenkmal.
Die Göpelskuppe ist auch der Standort des Burschenschaftsdenkmals. Die Errichtung erfolgte durch eine großzügige Übertragung des Baugeländes durch die Familie Bornemann. Auf der Südseite der Göpelskuppe entstand das zugehörige Hotel und Vereinshaus der Deutschen Burschenschaften.